# West Bountiful
West Bountiful es una ciudad ubicada en el condado de Davis en el estado estadounidense de Utah. En el año 2000 tenía una población de 4.484 habitantes. West Bountiful se localiza dentro de los límites metropolitanos de las ciudades de Ogden/Clearfield y ciudad dormitorio para Salt Lake City, capital del estado.

## Geografía
West Bountiful se encuentra ubicado en las coordenadas 40°53′58″N 111°54′13″O / 40.89944, -111.90361. Según la Oficina del Censo, la localidad tiene un área total de 7,7 km² (3 mi²), de la cual toda es tierra.

## Demografía
Según la Oficina del Censo en 2000, había 4.484 personas y 1.102 familias residentes en el lugar, 96.23% de los cuales eran personas de raza blanca.
Según la Oficina del Censo en 2000 los ingresos medios por hogar en la localidad eran de $61,063, y los ingresos medios por familia eran $61,154. Los hombres tenían unos ingresos medios de $41,448 frente a los $26,168 para las mujeres. La renta per cápita para la localidad era de $19,016. Alrededor del 3.3% de la población estaban por debajo del umbral de pobreza.